# Samische Vasenmalerei

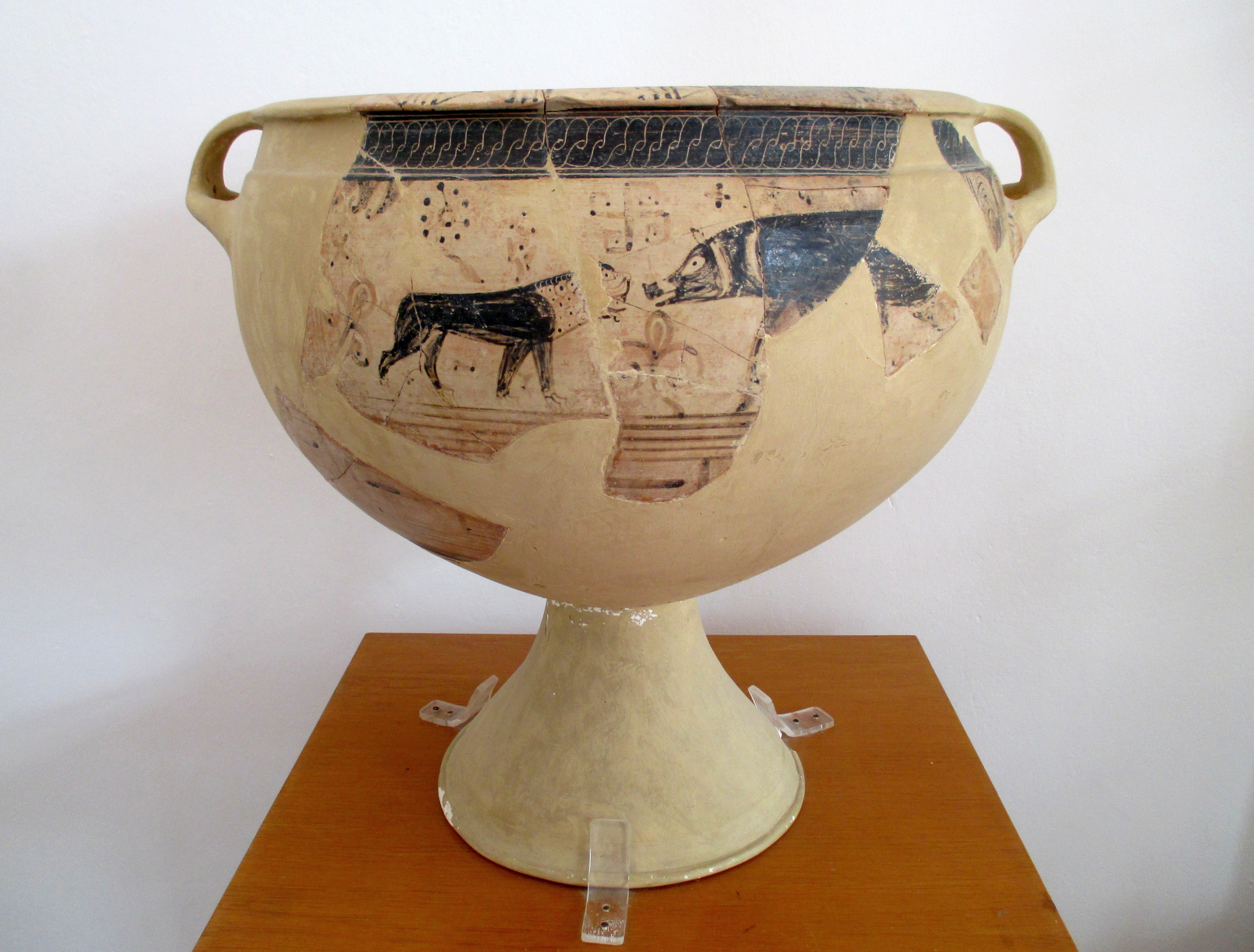
Samischer Krater aus dem 7. Jahrhundert v. Chr. im Archäologischen Museum Samos

Die Samische Vasenmalerei war ein regionaler Stil der Griechischen Vasenmalerei und gehörte zur Ostgriechischen Vasenmalerei.
Auf Samos wurden seit der geometrischen Zeit Vasen produziert. Im Heraion fanden sich viele geometrische Werke, darunter Kratere auf hohem Fuß, Kantharoi, Kotylen, Skyphoi und Oinochoen mit runder Mündung. Der attische Einfluss ist an schraffierten Mäandern und Vier-Blatt-Sternen erkennbar. Vogelbilder sind häufig, daneben Pferde mit der für Samos typischen langen Mähne bis zur Rückenmitte. Einmal wird eine Prothesis gezeigt. Die samische Keramik tritt erstmals um 560/50 v. Chr. mit Formen hervor, die sie von der Attischen Keramik übernommen hat. Es handelt sich dabei um Kleinmeister-Schalen und Kantharoi in Gesichtsform. Die Bemalung ist präzise und dekorativ. Samos war neben Milet und Rhodos eines der Hauptzentren der Produktion von Vasen im Wild Goat Style.